# Cantalupo Ligure
Cantalupo Ligure (piemontiul: Cantalov, ligur nyelven: Cantalô) település Olaszországban, Piemont régióban, Alessandria megyében. Lakosainak száma 445 fő (2023. január 1.). Cantalupo Ligure Albera Ligure, Borghetto di Borbera, Dernice, Montacuto, Roccaforte Ligure és Rocchetta Ligure községekkel határos.

## Népesség
A település népessége az elmúlt években az alábbi módon változott:
| Lakosok száma | 548  | 520  | 504  | 445  |
|               | 2008 | 2017 | 2018 | 2023 |